# Centro de Produção do Norte da RTP
O Centro de Produção do Norte da RTP é um complexo de edifícios localizado no Monte da Virgem, em Vila Nova de Gaia, sendo esta a sede da RTP2 e RTP3.

## História
O Centro de Produção começou como uma delegação da RTP, inaugurado a 20 de outubro de 1959. A emissão inaugural contou com a presença do então Presidente do Conselho de Administração da RTP Camilo de Mendonça e do Governador Civil do Porto Elíseo Pimenta, tendo Maria Eugénia e Fernando Rocha sido responsáveis pela locução de continuidade. Os primeiros programas a serem transmitidos foram o filme Castelo da Feira, seguido de um programa de música do Conjunto de Pedro Osório. A realização ficou à responsabilidade de Adriano Nazareth.
Nos anos seguintes, foi aumentando o número de programas produzidos, incluindo a Telescola, em 1965, e o Telejornal Regional do Norte, em 1973.
Durante a Revolução dos Cravos, em 1974, o centro foi responsável pela emissão nacional durante a tarde, enquanto era impossível a transmissão a partir do emissor de Monsanto. Viria a desempenhar um papel semelhante durante a Crise de 25 de Novembro de 1975.
Durante as décadas seguintes, o Centro de Produção do Norte começou a expandir as suas horas de emissão. Em 1982, as emissões da RTP2 começaram a ser feitas a partir do Monte da Virgem, inicialmente aos fins de semanas, e foi inaugurado um auditório para a emissão de programas recreativos, no lugar do antigo cinema Estúdio 400, em Nevogilde. Já a partir de 1985, o centro de produção começou a ficar responsável pelas emissões da manhã e início da tarde, algo que se mantém até hoje.
Os atuais estúdios, foram inaugurados em 2007, através da expansão dos existentes, para albergar as emissões de rádio e de televisão. Para o efeito, foi criado o projeto Media Parque, com o objetivo de criar um grande centro tecnológico e empresarial de media em Vila Nova de Gaia, e que incluiu a construção do estúdio R, para a rádio pública, substituindo os estúdios antigos, localizados na Rua de Cândido dos Reis.
Em 2019, assinalaram-se os 60 anos da inauguração do centro de produção, com a abertura do centro ao público, e a edição de um livro (RTP. 60 anos no Porto), em colaboração com o Instituto de Ciências Sociais da Universidade do Minho.
Atualmente, o centro é responsável pela emissão das manhãs da RTP1 e da RTP3, assim como pelo telejornal da RTP2 Jornal 2, totalizando cerca de metade de todos os programas emitidos pelos vários canais da RTP.

## Estúdios
O Centro de Produção do Norte conta com três estúdios de televisão e quatro de rádio. Um deles, o estúdio B, é um dos maiores estúdios virtuais da Península Ibérica (110m²), e serve para a transmissão dos noticiários da RTP3, assim como do Jornal da Tarde. Já o estúdio C, é onde é emitida a Praça da Alegria, durante as manhãs da RTP1.
O complexo de rádio, conhecido como estúdio R, é composto por seis estúdios (quatro auto-operados e dois convencionais).

## Programas produzidos
- Jornal da Tarde
- Praça da Alegria
- Jornal 2
- 24 Horas
- Bom Dia Portugal (ao fim de semana)